# Leratiella neocaledonica
Leratiella neocaledonica là một loài Rêu trong họ Orthotrichaceae. Loài này được (Broth. & Paris) Broth. & P. Syd. mô tả khoa học đầu tiên năm 1925.